# UFC 227
UFC 227: Dillashaw vs. Garbrandt 2 var en MMA-gala som arrangerades av Ultimate Fighting Championship och ägde rum 4 augusti 2018 i Los Angeles i USA. 

## Resultat
1. ↑  Titelmatch i bantamvikt.
2. ↑  Titelmatch i flugvikt.